# Val-Revermont
Val-Revermont község Franciaország Auvergne-Rhône-Alpes régiójában, Ain megyében. Új községként 2016. január 1-jén jött létre Treffort-Cuisiat és Pressiat egyesítésével. A két korábbi település delegált község státusszal az új község része lett. Lakosainak száma 2494 fő (2022. január 1.).

## Népesség
| Lakosok száma | 2581 | 2601 | 2570 | 2538 | 2506 | 2500 | 2494 |
|               | 2016 | 2017 | 2018 | 2019 | 2020 | 2021 | 2022 |